# USS 말린 (SST-2)
USS 말린 (SST-2) 또는 USS T-2 (SST-2)는 T-1급 잠수함 중 하나이다. 이 이름이 사용된 함으로는 두 번째 함이다. 1953년에서 1973년까지 운용됐으며, 함명은 청새치에서 따왔다. 말린은 미 해군이 건조한 잠수함 중에서 가장 작은 잠수함 중 하나이다.